# Osornophryne
Az Osornophryne a kétéltűek (Amphibia) osztályába, a békák (Anura) rendjébe és a varangyfélék (Bufonidae) családjába tartozó nem.

## Előfordulása
A nem fajai Kolumbiától Ecuadorig, 2700 m-es és 3700 m-es tengerszint feletti magasságon honosak.

## Rendszerezés
A nembe az alábbi fajok tartoznak:
- Osornophryne angel Yánez-Muñoz, Altamirano-Benavides, Cisneros-Heredia & Gluesenkamp, 2011
- Osornophryne antisana Hoogmoed, 1987
- Osornophryne bufoniformis (Peracca, 1904)
- Osornophryne cofanorum Mueses-Cisneros, Yánez-Muñoz & Guayasamin, 2010
- Osornophryne guacamayo Hoogmoed, 1987
- Osornophryne occidentalis Cisneros-Heredia & Gluesenkamp, 2011
- Osornophryne percrassa Ruiz-Carranza & Hernández-Camacho, 1976
- Osornophryne puruanta Gluesenkamp & Guayasamin, 2008
- Osornophryne simpsoni Páez-Moscoso, Guayasamin & Yánez-Muñoz, 2011
- Osornophryne sumacoensis Gluesenkamp, 1995
- Osornophryne talipes Cannatella, 1986